# John James Jackson
John James Jackson (Bishop Auckland, 11 de abril de 1977) es un deportista británico que compitió en bobsleigh en la modalidad cuádruple. 
Participó en dos Juegos Olímpicos de Invierno, entre los años 2010 y 2014, obteniendo una medalla de bronce en Sochi 2014, en la prueba cuádruple (junto con Stuart Benson, Bruce Tasker y Joel Fearon). Ganó una medalla de plata en el Campeonato Europeo de Bobsleigh de 2014, en la misma prueba.

## Palmarés internacional
| Juegos Olímpicos   | Juegos Olímpicos     | Juegos Olímpicos  | Juegos Olímpicos |
| Año                | Lugar                | Medalla           | Prueba           |
| ------------------ | -------------------- | ----------------- | ---------------- |
| 2014               | Sochi (Rusia)        | Medalla de bronce | Cuádruple        |
| Campeonato Europeo |                      |                   |                  |
| Año                | Lugar                | Medalla           | Prueba           |
| 2014               | Königssee (Alemania) | Medalla de plata  | Cuádruple        |